# ア・ロ・メガタ
ア・ロ・メガタ（A lo Megata）とは、エドムンド・リベロ作曲 のタンゴで、ルイス・アルポスタ作詞である。歌詞のモデルは、目賀田綱美である。

## 概要
1982年発表の曲である。タンゴ歌手のエドムンド・リベロ（Edmundo Rivero）が自ら作曲した曲である。
医師であり、タンゴ作詞を手がけているルイス・アルポスタ（Luis Alposta）の歌詞がついている。1898年生まれの男爵で、タンゴを日本に紹介した目賀田綱美をモデルにした歌詞である。
YouTubeには、作曲者のエドムンド・リベロ歌唱の動画、阿保郁夫の歌唱が、アップロードされている。